# 金泰生
金泰生（きむ てせん、김태생、1924年11月27日 - 1986年12月25日）は、在日朝鮮人の作家。代表作に『骨片』『私の日本地図』などがある。

## 来歴
金泰生は、ひっそりと地を這うような文体で、名も無き在日朝鮮人庶民の姿を描いたことで知られる。
朝鮮済州島に生まれ、1930年に渡日し、幼少年期を貧しい叔母に引き取られ、大阪市猪飼野で育った。自らも働く少年であった。戦後には明治大学に進学したが、結核を患って中退、8年に亘る療養生活を余儀なくされた後、保高徳蔵の『文芸首都』に参加。なだいなだ、北杜夫、森礼子らと交流して日本語を磨いたが、1960年代には一旦文学から離れて朝鮮民主主義人民共和国を支持する立場から組織に勤務し、雑誌『統一評論』に「安在均」のペンネームで多くの記事を残した。1972年雑誌『人間として』10号に小説「骨片」を発表。以後『季刊三千里』や『未来』などに書き続けた。
1986年12月他界するまでに、市販された本は4冊と、収録されなかった小説もいくらか残したが、畏友金石範が大佛次郎賞を受賞するなど活躍するのに比較すると地味な作家だった。しかし、在日朝鮮人の名も無い一人ひとりの生を問うこと。とことん生きることで「この国の歴史」から死んでいった人々の分まで「貸しを取り立て」ようという、金泰生文学の価値は今も色を失うことはない。

## 著作
- 『骨片』　1977年9月　創樹社
- 『私の日本地図』　1978年6月　未來社
- 『私の人間地図』　1985年2月　青弓社
- 『 旅人(ナグネ)伝説 』　1985年8月　記録社 発行　影書房発売
- 『〈在日〉文学全集』第9巻「金泰生・鄭承博」　2006年6月　勉誠出版

## 参考資料
- 磯貝治良「明澄と凝視と」(『始源の光』創樹社　1979年9月）
- 磯貝治良「金泰生の作品世界」（『季刊三千里』49号 1987年2月）
- 林浩治「金泰生と在日朝鮮人文学の戦後」（『さまざまな戦後［第一集］』日本経済評論社　1995年6月）
- 林浩治「金泰生論」（『在日朝鮮人日本語文学論』　新幹社　1991年7月）